# Sainte Casilda
Sainte Casilda est un tableau réalisé vers 1635 par le peintre espagnol Francisco de Zurbarán. De format vertical, cette huile sur toile est une peinture chrétienne qui représente Casilda de Tolède. L'œuvre est conservée depuis 1979 au musée Thyssen-Bornemisza de Madrid.
L'instant saisi par la composition intervient peu après le miracle qui dissimule au père de la jeune femme, l'émir de Tolède, le pain qu'elle apporte secrètement à des prisonniers chrétiens. Debout devant un fond neutre, elle tient désormais des roses, et non plus des vivres, dans un pan de sa grande robe à motifs. Indice de son accession à la sainteté, une fine auréole apparaît au-dessus de sa tête, qu'elle incline en regardant vers le point de vue du spectateur.